# Jerzy Dymecki
Jerzy Marian Dymecki (ur. 27 kwietnia 1926 w Warszawie, zm. 31 sierpnia 2020 tamże) – polski neuropatolog i neurolog, profesor doktor habilitowany nauk medycznych. Mieszkał w Warszawie.

## Życiorys
- 1952 – ukończył studia w Akademii Medycznej w Gdańsku,
- 1955 – uzyskał specjalizację I stopnia z neurologii
- 1960 – uzyskał specjalizację II stopnia z neurologii
- 1963 – obronił doktorat pt. Charakter i lokalizacja ognisk naczyniopochodnych w móżdżku a zmiany w układzie tętnic móżdżkowych (promotorem była prof. dr hab. med. Ewa Osetowska),
- 1968 – uzyskał habilitację na Akademii Medycznej w Warszawie pt. Badania nad czynnikami determinującymi umiejscowienie ognisk miażdżycowych w tętnicach mózgowych,
- 1974 - uzyskał specjalizacje z neuropatologii
- 20 marca 1978 – uchwałą Rady Państwa uzyskał tytuł profesora nadzwyczajnego nauk medycznych,
- 1951–1955 – lekarz, a następnie p.o. dyrektora Poradni Zdrowia Psychicznego w Gdańsku,
- 1955–1963 – asystent, potem adiunkt, w latach 1963–1998 kierownik, a od 1998 konsultant w Zakładzie Neuropatologii Instytutu Psychiatrii i Neurologii.

## Zainteresowania naukowe
- choroba Parkinsona – opracował doświadczalny model choroby, badał różne metody leczenia, zwłaszcza domózgowego przeszczepu płodowej istoty czarnej. Opracował (wraz z prof. Mirosławem Ząbkiem) metody leczenia osób chorych na chorobę Parkinsona przy pomocy wszczepiania do mózgu pacjentów płodowej istoty czarnej produkującej dopaminę,
- choroby naczyniowe i naczyniopochodne mózgu,
- padaczka ludzka,
- wpływ alkoholu na ośrodkowy układ nerwowy,
- genetycznie uwarunkowane choroby ośrodkowego układu nerwowego,
- prowadził także badania nad chorobą Creutzfeldta-Jakoba, chorobą Alzheimera i podostrym twardniejącym zapaleniem mózgu.

## Autor lub współautor książek
- Mossakowski M.J., Dymecki J., Wender M. (red.), Podstawy neuropatologii, PZWL, Warszawa 1981
- Dymecki J., Kulczycki J. (red.), Neuropatologia kliniczna, IPiN, Warszawa 1997
- Dymecki J., Kulczycki J., Neuropatologia, Urban & Partner, Wrocław 2005
- Dymecki J., Wspomnienia starego lekarza dla wnuków i prawnuków spisane, Wydawnictwo Aluna, Warszawa 2011
- Dymecki J., Wspomnienia starego lekarza dla wnuków i prawnuków spisane (wydanie drugie poprawione i uzupełnione), Wydawnictwo Aluna, Warszawa 2013

## Promotor rozpraw doktorskich
między innymi:
- 1970 – Józef Karkos: Wpływ leków przeciwpadaczkowych na obraz morfologiczny móżdżku szczurów,
- 1971 – Danuta Ostrowska: Badania nad ziarnistościami w gleju astrocytarnym,
- 1974 – Agnieszka Jędrzejewska: Obraz morfologiczny tworu siatkowatego międzymózgowia i pnia mózgu w padaczce,
- 1982 – Lucyna Szemis: Obraz morfologiczny i topografia ognisk rozmiękania na pograniczu rejonów unaczynienia w tętnicach móżdżku,
- 1996 – Krzysztof Bankiewicz: Experimental Studies Using Tissue Implantation for Treatment of Parkinson’s Disease,
- 1997 – Hanna Mierzewska: Losy przeszczepów płodowego śródmózgowia oraz dojrzałej tkanki rdzenia nadnercza w prążkowiu szczura,
- 1998 – Elżbieta Kosno-Kruszewska: Porównawcza ocena przeżycia i dojrzewania krioprezerwowanej płodowej istoty czarnej wszczepionej do mózgu szczura w dwu różnych postaciach oraz ocena odpowiedzi gospodarza na przeszczep.

## Nagrody i odznaczenia
- Złoty Krzyż Zasługi
- Odznaka „Za wzorową pracę w służbie zdrowia”

## Członek stowarzyszeń
- Polskiego Towarzystwa Neurologicznego
- Stowarzyszenia Neuropatologów Polskich
- International Society of Neuropathology (od 1964)
- The New York Academy of Sciences (od 1986)
- The Royal Society of Medicine (od 1991)